# قلب الدفاع (كرة القدم)

تمركز مركز المدافع في كرة القدم (4-4-2)

قلب الدفاع تكون أساس مهمتهم هي التصدي لمهاجمي الفريق المنافس وقطع الإمداد لهم من خط الوسط طوال المباراة.

## أبرز قلوب الدفاع في العالم
- تياغو سيلفا
- سيرخيو راموس
- فيرجيل فان ديك
- ويسلي فوفانا
- خاليدو كوليبالي
- روبن دياز
- جون ستونز
- إيدير ميليتاو
- رونالد أراخو
- دافيد ألابا
- دي ليخت
- جون تيري
- باولو مالديني
- كارلوس بويول